# Bolus
El bolus o bolo consiste en la administración enteral o parenteral de un medicamento a una velocidad rápida, pero controlada (por ejemplo, durante 2-3 minutos). Se opone a la administración mediante infusión continua por vía intravenosa (por ejemplo, durante 6 u 8 horas).